# Alba Cecilia Mujica
Alba Cecilia Mujica (Caracas, Venezuela, 19 de mayo de 1961)[cita requerida] es una periodista venezolana.

## Carrera
Alba Cecilia Mujica fue narradora de la emisión meridiana de El Observador en Radio Caracas Televisión (RCTV) durante 15 años , previamente fue reportera y redactora.
Alba Cecilia Mujica formó parte del programa radial Estamos en KYS, junto a con su colega Sergio Novelli. Este espacio informativo-musical se transmitió por espacio de quince años, de lunes a viernes, a través del Circuito Digital Kys, 101.5, de 6 a 9 de la mañana. Los jueves hacía un programa especial llamado "Jueves de Humor" en la misma estación radial KYS FM, junto a su compañero Sergio Novelli, pero con la compañía adicional de los humoristas e imitadores Laureano Márquez y Gilberto González, quienes, con mucho desparpajo, alegraban las mañanas de los radioescuchas. Luego pasó a trabajar en el Circuito Unión Radio, específicamente en el Circuito Éxitos, 
también junto a Sergio Novelli. Y con él a su lado, igualmente condujo el programa de opinión Sin Tregua,[cita requerida] y el programa "La Doble Vuelta" por Onda La Superestación junto a Luis Olavarrieta, quien se desempeñó como conductor principal a partir de septiembre del 2017, de lunes a viernes de 5:00 p. m. a 7:00 p. m.
En 2018, al inicio de su programa Mujeres en todo en Globovisión, Cecilia Mujica criticó la Operación Gedeón, donde el policía e inspector sublevado del CICPC Óscar Pérez fue abatido por fuerzas de seguridad venezolanas, provocando su despido tras 18 años  por parte de la directiva del canal en la planta televisiva. Días después Alba Cecilia empezó a formar parte del equipo de VPItv.